# DOTA
Dota es una serie de videojuegos de estrategia ahora desarrollados por Valve. La serie comenzó en 2003 con el lanzamiento de Defense of the Ancients (DotA), un modo de campo de batalla en línea multijugador (MOBA) desarrollado por fans para el videojuego Warcraft III: Reign of Chaos y su expansión, The Frozen Throne. El mod original presenta un juego centrado en dos equipos de hasta cinco jugadores que asumen el control de personajes individuales llamados "héroes", que deben coordinarse para destruir la estructura de la base central del enemigo llamada "Ancient", para ganar el juego.

## Juegos
La serie Dota incluye cuatro juegos que se centran en el juego competitivo multijugador en línea. El mod original, Defense of the Ancients, es un modo de juego de Warcraft III creado por la comunidad desarrollado con Warcraft III World Editor que se lanzó por primera vez en 2003. El nombre de la franquicia, "Dota", se deriva del acrónimo del mod original, DotA. Dota 2, su entrega independiente, se lanzó como una secuela gratuita en julio de 2013. El primer spin-off, un juego de cartas coleccionables digital llamado Artifact, se lanzó en noviembre de 2018. El segundo spin-off, un auto battler llamado Dota Underlords, se lanzó en febrero de 2020.
Las entregas principales de la serie son juegos de arena de batalla multijugador en línea, donde el jugador asume el control de un solo personaje, un "héroe", de una gran lista de personajes y se coordina con sus compañeros de equipo para destruir la gran estructura de sus oponentes llamada Ancient, mientras defienden los suyos. A diferencia del mod original, que se deriva en gran medida del escenario de la serie Warcraft, los juegos independientes comparten su propia continuidad. Asimismo, los juegos independientes utilizan el motor de juego Source y la plataforma de distribución Steam, ambos desarrollados por Valve.

### Defense of the Ancients (DotA)
La entrega que estableció la propiedad intelectual de Dota fue el mod personalizado Warcraft III: Reign of Chaos Defense of the Ancients (DotA). Desarrollado y lanzado de forma independiente por el diseñador Eul en 2003, se inspiró en Aeon of Strife, un mapa multijugador de StarCraft. Antes de cada partida de DotA, hasta diez jugadores se organizan en dos equipos llamados Scourge y Sentinel, inspirados en las facciones de la tradición de Warcraft, con el primero en la esquina noreste y el segundo en la esquina suroeste de un mapa casi simétrico. Usando uno de varios modos de juego, cada jugador elige una sola unidad poderosa llamada "héroe", a quien se le otorga el control durante todo el partido. Los héroes mantienen ventajas tácticas especiales, en cuanto a sus estadísticas, tipos de ataque y daño, así como habilidades que se pueden aprender y mejorar al subir de nivel en el combate. La coordinación del equipo y la composición de la lista se consideran cruciales para un partido exitoso.

### Dota 2
El interés de Valve en la propiedad intelectual de Dota comenzó cuando varios empleados veteranos, incluido el diseñador de Team Fortress 2 Robin Walker y el ejecutivo Erik Johnson, se convirtieron en fans del mod y querían construir una secuela moderna. La compañía mantuvo correspondencia con IceFrog por correo electrónico sobre sus planes a largo plazo para el proyecto, y posteriormente fue contratado para dirigir una secuela. IceFrog anunció por primera vez su nueva posición a través de su blog en octubre de 2009, y Dota 2 se anunció oficialmente un año después. Poco después, Valve presentó un reclamo de marca registrada del nombre Dota. En Gamescom 2011, el presidente de la empresa, Gabe Newell, explicó que se necesitaba la marca registrada para desarrollar una secuela con la marca ya identificable. 
Sosteniendo el nombre de Dota como un activo de la comunidad, Feak y Mescon presentaron una marca comercial opuesta para Dota en nombre de DotA-Allstars, LLC (entonces una subsidiaria de Riot Games) en agosto de 2010. Rob Pardo, el vicepresidente ejecutivo de Blizzard Entertainment en ese momento, declaró de manera similar que el nombre de Dota pertenecía a la comunidad de mods. Blizzard adquirió DotA-Allstars, LLC de Riot Games y presentó una oposición contra Valve en noviembre de 2011, citando la propiedad de Blizzard tanto del editor mundial de Warcraft III como de DotA-Allstars, LLC como reclamos adecuados sobre el nombre de la franquicia. La disputa se resolvió en mayo de 2012, y Valve retuvo los derechos comerciales de la marca comercial Dota, al tiempo que permitió el uso no comercial del nombre por parte de terceros.
Uno de los primeros objetivos del equipo de Dota 2 fue la adaptación del estilo estético de Defense of the Ancients para el motor Source. Las facciones Radiant y Dire reemplazaron a Sentinel y Scourge del mod, respectivamente. Los nombres de los personajes, las habilidades, los elementos y el diseño del mapa del mod se mantuvieron en gran medida, con algunos cambios debido a las marcas comerciales propiedad de Blizzard. En la primera sesión de preguntas y respuestas sobre Dota 2, IceFrog explicó que el juego se basaría en el mod sin realizar cambios significativos en su núcleo. Valve contrató a importantes contribuyentes de la comunidad de Defense of the Ancients, incluidos Eul y el artista Kendrick Lim, para ayudar con la secuela. Después de casi dos años de pruebas beta, Dota 2 se lanzó oficialmente en Steam para Windows el 9 de julio de 2013 y para OS X y Linux el 18 de julio de 2013. El juego no se lanzó con todos los héroes de Defense of the Ancients. En cambio, los que faltaban se agregaron en varias actualizaciones posteriores al lanzamiento, y el último, así como el primer héroe original de Dota 2, se agregaron en 2016. Desde su lanzamiento, Dota 2 ha sido citado como uno de los mejores videojuegos de todos los tiempos. También es el juego de deportes electrónicos más lucrativo de todos los tiempos, con equipos y jugadores que ganaron un total de más de 100 millones de dólares en junio de 2017.

### Artifact
Artifact es un juego de cartas coleccionables digital basado en Dota 2, desarrollado y publicado por Valve. El juego se centra en batallas en línea de jugador contra jugador en tres tableros llamados carriles. Su desarrollo comenzó a fines de 2014, con el diseñador principal Richard Garfield para ayudar a crear un juego de cartas digital debido a su experiencia en la creación de la franquicia Magic: The Gathering. Luego, el juego se anunció a través de un tráiler jugado en The International 2017, un gran torneo de deportes electrónicos específico de Dota 2 organizado por Valve. Artifact se lanzó para Microsoft Windows, macOS y Linux en noviembre de 2018, con versiones previstas para Android e iOS. Si bien su mecánica de juego y redacción recibió elogios, fue criticado por su alta curva de aprendizaje y modelo de monetización, que algunos compararon con pagar para ganar. El juego experimentó una disminución del 95 % en el número de jugadores dentro de los dos meses posteriores a su lanzamiento y tenía menos de 100 jugadores simultáneos a mediados de 2019.